# 滇长腹蝇虎
滇长腹蝇虎（学名：Zeuxippus yunnanensis）为跳蛛科长腹蝇虎属的动物。在中国大陆，分布于云南、海南等地。该物种的模式产地在云南、海南。其种加词 yunnanensis 意为“云南的”。